# Pico Boundary (Nevada)
Boundary Peak es el punto más alto del estado de Nevada (Estados Unidos), con 4007 metros de altitud, localizado en el condado de Esmeralda. Se ubica totalmente dentro del estado de Nevada, aunque está a menos de 1 km de la frontera con California. 
Montgomery Peak (4097 m) se ubica justo al otro lado de la frontera, ya en California, y es por ello que en ocasiones se suele considerar al Boundary Peak un sub-pico del primero.
Boundary Peak es 25 metros más alto que el segundo punto más alto de Nevada, el Wheeler Peak (3982 m).